# De Dion-Bouton
De Dion-Bouton byla francouzská automobilka. Továrnu založil v roce 1883 v Paříži zámožný šlechtic Jules-Albert de Dion, přidal se k němu konstruktér Georges Bouton a jeho švagr Charles Trépardoux. Původně vyráběli parní automobily, ale postupně se přeorientovali na vozy se spalovacím motorem. Trépardoux s touto změnou nesouhlasil a v roce 1894 firmu opustil. V roce 1896 De Dion-Bouton vyvinul nápravu De Dion, spojující výhody pevné zadní nápravy a nezávislého zavěšení kol, protože rozvodovka je spojena s odpruženou karosérií. Tento systém se ukázal jako vhodný zejména pro sportovní vozy. Od roku 1897 vyráběla firma proslulé lehké motorové tříkolky. V době před první světovou válkou byl De Dion-Bouton největší automobilkou na světě (v roce 1900 vyrobila 400 automobilů a 3200 motorů). V roce 1901 byla založena americká divize automobilky. Podnik vyráběl také lokomotivy, lodní a letecké motory i kanóny. Po válce už De Dion-Bouton nedokázal čelit konkurenci vyrábějící stále levnější vozy a v roce 1932 výrobu osobních automobilů ukončil. Kromě osobních automobilů vyráběla společnost také nákladní a hasičské automobily. Definitivně firma zanikla v roce 1968.
Jules-Albert De Dion patřil také k zakladatelům motosportu. V roce 1887 byl iniciátorem prvního automobilového závodu všech dob z Neuilly-sur-Seine do Versailles, jehož vítězem se stal vůz De Dion-Bouton řízený Georgesem Boutonem. De Dion také přihlásil dva své vozy do závodu Peking-Paříž 1907.

## Fotogalerie

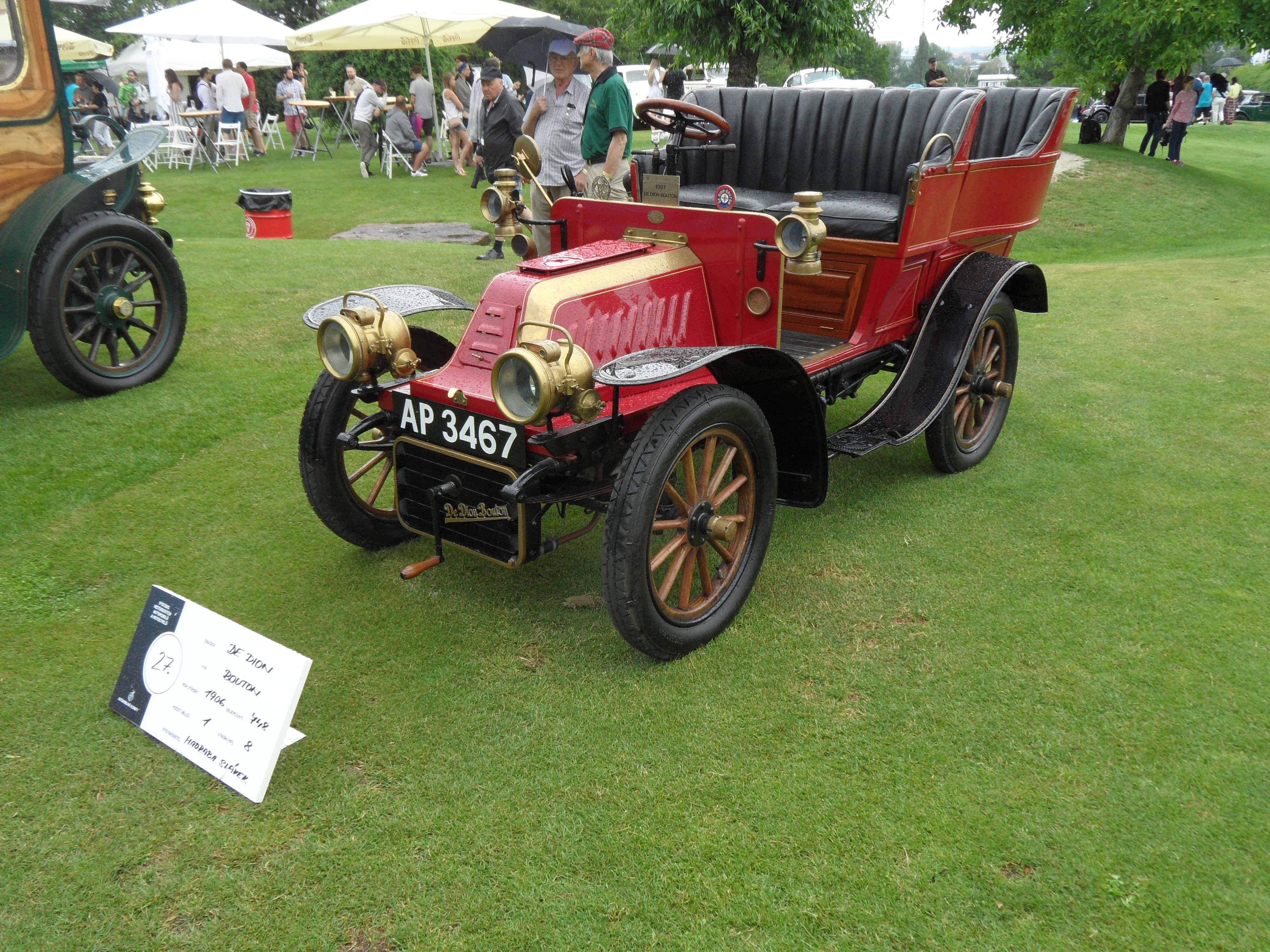
De Dion-Bouton (1906) na akci Automobilové klenoty 2019
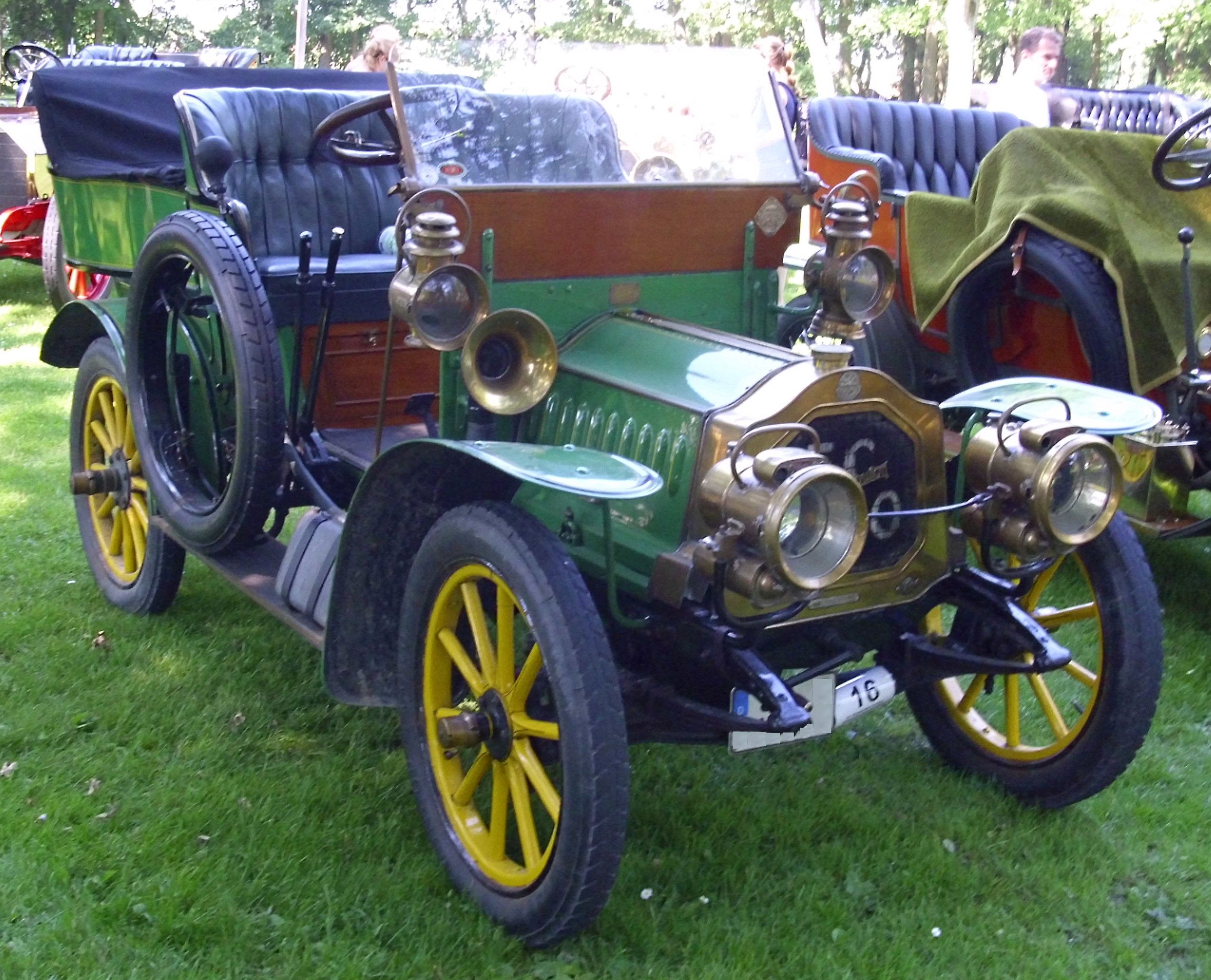
De Dion-Bouton (EC 1260) z roku 1906
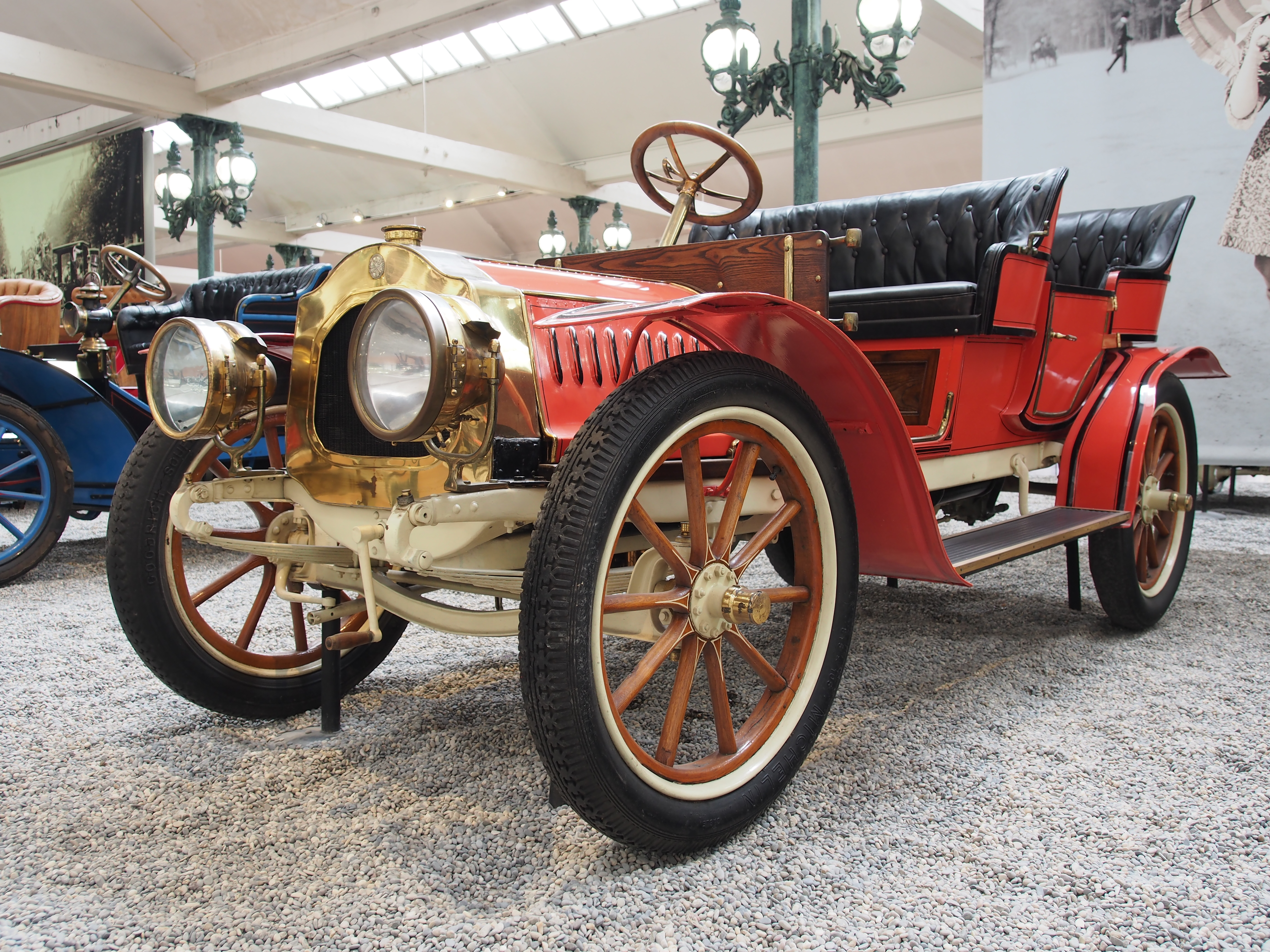
De Dion-Bouton Double Phaeton Type AW (1908)
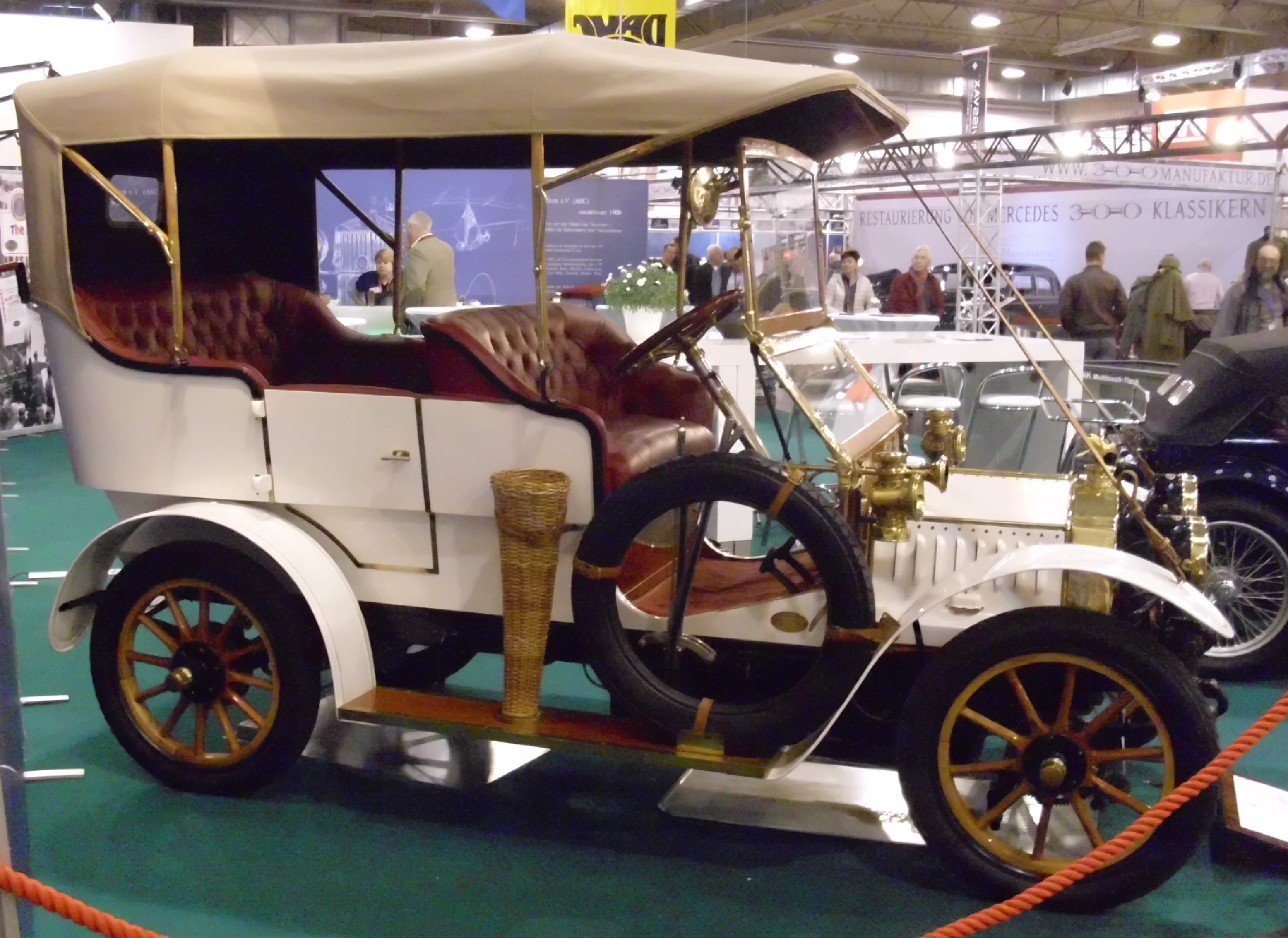
De Dion-Bouton Type BO (1909)
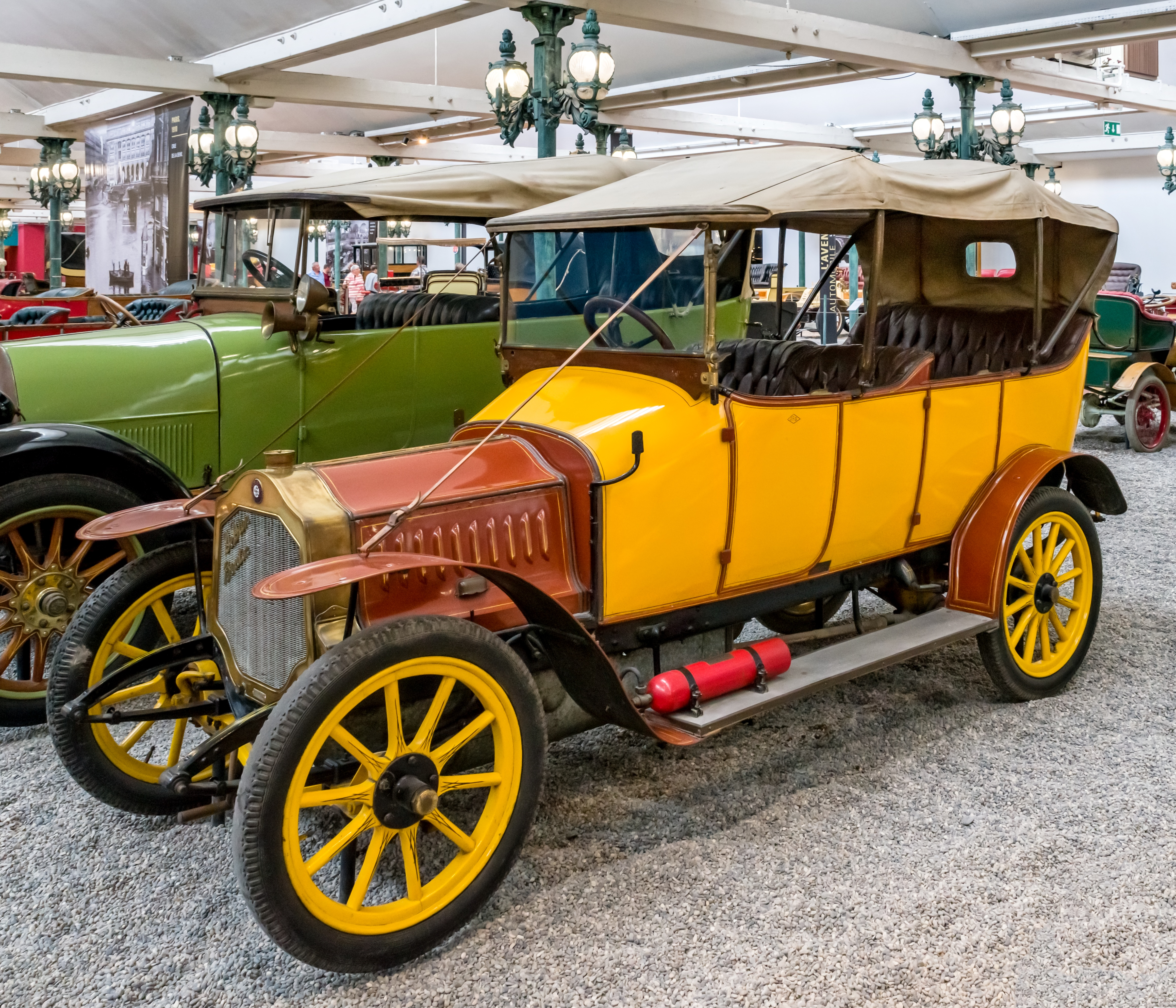
De Dion-Bouton Coupé-Chauffeur Type DH (1912)